# 蒋场镇
蒋场镇，是中华人民共和国湖北省天门市下辖的一个乡镇级行政单位。

## 行政区划
蒋场镇下辖以下地区：
永镇桥社区、张庙村、西湖村、黑流村、代巷村、孙潭村、三阳寺村、中和村、饶场村、堤湾村、李场村、齐桥村、蔡潭村、贺湾村、西燕村、江堤村、蒋场村、柳口村、官河村、沙湖村、彭刘村、孙岭村和官祭口村。